# Премия «Грэмми» за лучший госпел-альбом
Премия «Грэмми» за лучший госпел-альбом (англ. Grammy Award for Best Gospel Album) присуждается Национальной академией искусства и науки звукозаписи за «художественные достижения, техническое мастерство и значительный вклад в развитие звукозаписи без учёта продаж альбома и его позиции в чартах» ежегодно с 2012 года.
Одна из самых престижных наград в жанре музыки госпел и является одной из примерно 100 других номинаций этой премии, которая была учреждена в 1958 году.
Категория «Лучший госпел-альбом» (Best Gospel Album award) стала одной из новых категорий, созданный в ходе преобразований Грэмми в 2012 году. Она объединила в себе ранее существовавшие номинации «Лучший современный R&B-госпел-альбом» (1991—2011, до 2007 называлась Best Contemporary Soul Gospel Album), «Лучший рок или рэп-госпел-альбом» (1991—2011) и «Лучший традиционный госпел-альбом» (1991—2011; ранее известная как «Лучший традиционный соул госпел-альбом»; в 1978—1983 была «Лучшее соул госпел-исполнение, традиционное»). В неё вошли жанры урбан-госпел и соул-госпел (Urban Gospel, Soul Gospel). Другие жанры, известные как Современная христианская музыка (Contemporary Christian Music, CCM), вошли в категорию Премия «Грэмми» за лучший альбом современной христианской музыки.

## Список победителей и номинантов

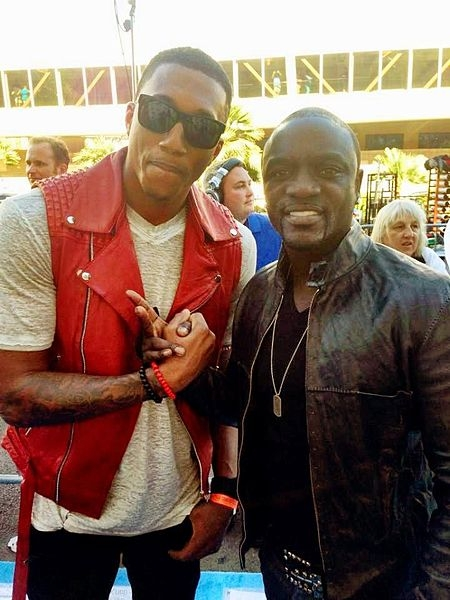
Lecrae (слева) и Эйкон.

| Год  | Победители | Альбом                               | Номинанты | Примечание |
| ---- | --- | ------------------------------------ | --- | ---------- |
| 2012 | Кирк Франклин — продюсеры: Кирк Франклин и Шон Мартин; — звукоинженеры: Джеффри Чэстек, Джон Джасзкс и Три Нагелла | Hello Fear                           | - Ким Беррел — The Love Album - Эндро Кроуч — The Journey - Mary Mary — Something Big - Trin-i-tee 5:7 — Angel & Chanelle (Deluxe Edition)                                        | [ 5 ]      |
| 2013 | Lecrae — звукоинженеры: Карлтон Линн и Джозеф Прилозный                                                            | Gravity                              | - Джеймс Форчун & FIYA — Identity - Israel & New Breed — Jesus at the Center: Live - Марвин Сапп — I Win - Анита Уилсон — Worship Soul                                            | [ 6 ]      |
| 2014 | Тай Триббетт — продюсеры: Брандон Джонс и Тай Триббетт; — звукоинженеры: Джон Джасзкс, Райан Мойс и Брайан Томасон | Greater Than (Live)                  | - Таша Кобс — Grace (Live) - Дональд Лоуренс — Best For Last: 20 Year Celebration Vol. 1 - Пол Мортон — Best Days Yet - Уильям Мерфи — God Chaser (Live)                          | [ 7 ]      |
| 2015 | Эрика Кэмпбелл — продюсер: Уоррин Кэмпбелл; — звукоинженеры: Роб Чиарелли и Ларри Уитт                             | Help                                 | - Рики Диллард & New G — Amazing (Live) - Таша Кобс — Withholding Nothing (Live) - Смоки Норфул — Forever Yours - Анита Уилсон — Vintage Worship                                  | [ 8 ]      |
| 2016 | Israel & New Breed — продюсеры: Крис Бейкер, Кевин Кэмп и Аарон Линдси                                             | Covered: Alive in Asia (Live Deluxe) | - Карен Кларк Ширд — Destined to Win (Live) - Доринда Кларк-Кол — Living It - Таша Кобс — One Place Live - Анита Уилсон — Life Music: Stage Two                                   | [ 9 ]      |
| 2017 | Кирк Франклин | Losing My Religion                   | - Tim Bowman, Jr. — Listen - Shirley Caesar — Fill This House - Todd Dulaney — A Worshipper’s Heart (Live) - William Murphy — Demonstrate (Live)                                  | [ 10 ]     |
| 2018 | CeCe Winans | Let Them Fall In Love                | - Travis Greene — Crossover: Live From Music City - Le'Andria — Bigger Than Me - Marvin Sapp — Close - Anita Wilson — Sunday Song                                                 | [ 11 ]     |
| 2019 | Тори Келли | Hiding Place                         | - Jekalyn Carr - One Nation Under God - Jonathan McReynolds - Make Room - The Walls Group - The Other Side - Brian Courtney Wilson - A Great Work                                 | [ 12 ]     |
| 2020 | Кирк Франклин | Long Live Love                       | - Donald Lawrence presents the Tri-City Singers - Goshen - Gene Moore - Tunnel Vision - William Murphy - Settle Here - Си-Си Вайнанс - Something's Happening! - A Christmas Album | [ 13 ]     |